# Franciszek Sterczewski

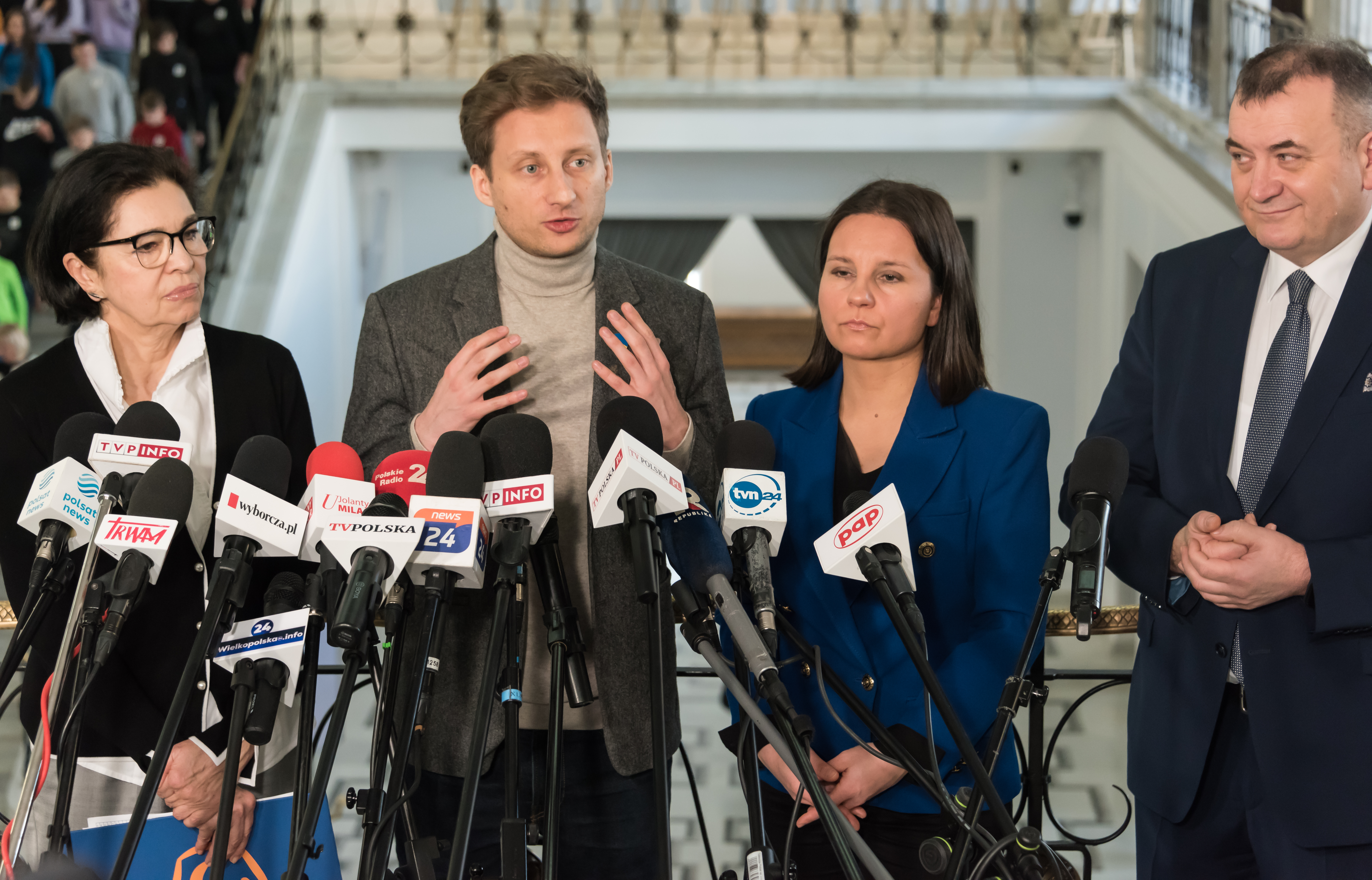
Małgorzata Chmiel, Franciszek Sterczewski, Urszula Zielińska i Stanisław Gawłowski podczas konferencji prasowej w Sejmie (2023)

Franciszek Wojciech Sterczewski, Franek Sterczewski (ur. 17 marca 1988 w Poznaniu) – polski aktywista miejski i polityk, poseł na Sejm IX i X kadencji.

## Życiorys
Z wykształcenia jest inżynierem architektem, w 2014 ukończył studia inżynierskie na Wydziale Architektury i Wzornictwa Uniwersytetu Artystycznego w Poznaniu. Był zawodowo związany z Międzynarodowymi Targami Poznańskimi, gdzie pracował jako koordynator ds. strategii rozwoju.
Brał udział w protestach przeciwko odbudowie Zamku Królewskiego w Poznaniu, którego projektowana forma budziła kontrowersje. W lipcu 2017 przejął organizację protestów w obronie niezawisłości sądów, kontynuowanych i rozwiniętych pod nazwą Łańcuch Światła. W 2019 współorganizował Protest z Wykrzyknikiem na poznańskim placu Wolności, akcję mającą na celu udzielenie wsparcia uczestnikom strajku nauczycieli w Polsce w 2019.
W 2019 wszedł w skład rady osiedla Św. Łazarz w Poznaniu, został też członkiem zarządu osiedla. W wyborach parlamentarnych w 2019 został wybrany do Sejmu z okręgu poznańskiego, startując z ostatniego miejsca na liście Koalicji Obywatelskiej jako kandydat bezpartyjny. Uzyskał 25 060 głosów, co stanowiło trzeci wynik w ramach listy, której przypadło pięć mandatów w tym okręgu. W Sejmie zasiadł w Komisji Infrastruktury oraz w podkomisjach związanych m.in. z transportem kolejowym i bezpieczeństwem drogowym.
4 maja 2021 jako jedyny poseł klubu Koalicji Obywatelskiej poparł projekt ustawy o ratyfikacji decyzji dotyczącej utworzenia w Unii Europejskiej NGEU, tymczasowego instrumentu odbudowy gospodarczej w ramach przeciwdziałania skutkom pandemii COVID-19.
28 czerwca 2022 około 3 w nocy policjanci z Poznania zatrzymali go do kontroli, gdyż jechał rowerem bez przedniego światła. Ponieważ funkcjonariusze wyczuli u niego alkohol, zdecydowali się przebadać go alkomatem. Poseł jednak odmówił badania, okazał legitymację poselską i powołał się na immunitet. Odmówił również wykonania polecenia dotyczącego ustawienia się w bezpiecznym miejscu. Wkrótce potem w mediach społecznościowych przeprosił za swoje zachowanie.
W wyborach w 2023 z powodzeniem ubiegał się o poselską reelekcję (z wynikiem 10 108 głosów).

## Wyniki wyborcze
| Wybory | Komitet wyborczy | Komitet wyborczy     | Organ            | Okręg | Wynik          |
| ------ | ---------------- | -------------------- | ---------------- | ----- | -------------- |
| 2019   |                  | Koalicja Obywatelska | Sejm IX kadencji | nr 39 | 25 060 (4,87%) |
| 2023   | Sejm X kadencji  | Koalicja Obywatelska | 10 108 (1,70%)   | nr 39 |                |